# Adrianus Dirk Kuiper
Mr. Adrianus Dirk Kuiper (Rotterdam, 8 februari 1914 - Leiden, 19 juli 1976) was een Nederlands topambtenaar.

## Biografie
Kuiper deed in 1933, na de mulo, het examen voor departementsklerk nadat hij sinds 1931 in dienst was van de Rotterdamse Haveninspectie. Daarna slaagde hij nog voor het gymnasium en in 1951 voor het doctoraal examen Nederlands recht (specialisatie: arbeidsrecht). Vanaf 1934 was hij in dienst getreden van de Centrale Dienst van de Arbeidsinspectie. Vanaf 1945 was hij secretaris van Administratie bij de Arbeidsinspectie om die functie in 1959 te verruilen voor die van secretaris van de Pensioenraad en van de buitengewone Pensioenraad. Die laatste functie behield hij tot hij in 1962 werd benoemd tot directeur-generaal voor Overheidspersoneelsbeleid bij het ministerie van Binnenlandse Zaken. Zijn ambtelijke loopbaan eindigde hij als hoogste ambtenaar, want secretaris-generaal bij het ministerie van Sociale Zaken en Volksgezondheid (1969-1972). In 1967 was hij benoemd tot ridder in de Orde van de Nederlandse Leeuw en bij zijn afscheid in 1972 werd hij benoemd tot commandeur in de Orde van Oranje-Nassau.
Als nevenfunctie was Kuiper lid van het bestuur, later voorzitter van de Haagse Diakonesseninrichting "Bronovo". Bekend werd hij als secretaris-penningmeester van het Nationaal Comité Zilveren Regeringsjubileum Koningin Juliana in 1973; voor die laatste arbeid werd hij onderscheiden met het zelden verleende Groot Erekruis in de Huisorde van Oranje (verleend op 7 november 1973); als secretaris van de Pensioenraad was hij in 1961 al benoemd tot officier in die huisorde.